# Ludwig von Köchel
Ludwig Alois Friedrich Ritter von Köchel (14 janvier 1800 – 3 juin 1877) est un écrivain, compositeur, botaniste et éditeur autrichien.

## Biographie
Né dans la petite ville de Stein en Basse-Autriche, il étudia le droit à Vienne et fut de 1827 à 1842 le précepteur des quatre fils de l'archiduc Charles d'Autriche.
Une confortable pension lui permet de mener une carrière de chercheur indépendant ; outre la musique, il s'intéresse à la botanique, la géologie et surtout la minéralogie,. Ses travaux dans ces disciplines portent sur l'Afrique du Nord, la péninsule Ibérique, les îles Britanniques, la Laponie et la Russie.
Passionné de musique et ayant fait le catalogue de l'œuvre de Wolfgang Amadeus Mozart, ses ouvrages concernant la musique viennoise — une histoire de la musique de cour et la biographie de Johann Joseph Fux (1872), — comptent parmi les ouvrages les plus importants du XIXe siècle dans ce domaine. Membre du Mozarteum de Salzbourg, il publia en 1862 le Chronologisch-thematisches Verzeichnis sämtlicher Tonwerke Wolfgang Amadé Mozarts (« catalogue thématique et chronologique des œuvres de Wolfgang Amadeus Mozart »), plus connu sous le nom de « catalogue Köchel ». Par exemple, la sérénade « Une petite musique de nuit » (Eine Kleine Nachtmusik) est répertoriée sous le numéro « K. 525 » (Köchel 525).
Ludwig von Köchel est décédé en 1877 à Vienne.

## Œuvres

### Œuvres musicologiques
- Chronologisch-thematisches Verzeichnis sämticher Tonwerke Wolfgang Amadeus Mozart (Leipzig, 1862 ; rev.2/1905 de P. von Waldersee ; rev.3/1937 de A. Einstein, avec suppl. 1947 ; rev. 6/1964 de S. Giegling, A. Weinmann et G. Sievers [ voir seulement MJb 1971-2, 342-401]
- Ueber den Umfang der musikalischen Produktivität W. A Mozarts (Salzburg, 1862)
- Drei und achtzig neuaufgefundene Original-Briefe Ludwig von Beethoven an den Erzherzog Rudolf ( Vienne, 1865)
- Die Pflege der Musik am österreichischen Hofe vom Schlusse des XV. bis zur Mitte des XVIII ? Jahrunderts (imprimé de façon privé, 1866)
- Die kaiserliche Hof-Musikkapelle in Wien von 1543-1867 (Vienne, 1869/R1976)
- J. J. Fux Hofkompositor und Hofkapellmeister der Kaiser Leopold I, Joseph I, und Karl VI, von 1698-1740 (Vienne, 1872)

### Autres œuvres
- Die Mineralien des Herzogthumes Salzburg : mit einer Uebersicht der geologischen Verhältnisse und der Bergbaue dieses Kronlandes, und mit einer geologischen Karte von Salzburg, Vienne, Carl Gerold's Sohn, 1859, 160 p. (lire en ligne).

### Note
1. ↑  Il faut écrire les références Köchel sous la forme K. nnn, sans oublier l'espace entre le point et le numéro. Certains tiennent que le point est inutile (comme dans BWV).[réf. nécessaire]